# Campeonato Potiguar de Futebol de 2020
O Campeonato Potiguar de Futebol de 2020, foi a 101ª edição do campeonato estadual de futebol do Rio Grande do Norte. A competição dará vagas à Copa do Brasil de 2021, à Copa do Nordeste de 2021, e à Série D do Campeonato Brasileiro de 2021. Em 17 de março, a Federação Norte-rio-grandense de Futebol suspendeu o campeonato por tempo indeterminado devido à pandemia de COVID-19.
A Federação Norte-rio-grandense de Futebol bateu o martelo no dia 30 de novembro, e o Campeonato Potiguar de 2020 teve o mesmo formato de 2019. Portanto, o estadual manteve finais de turnos com jogo único, com mando de campo da equipe com melhor campanha, que também teve a vantagem do empate para ser campeão. A decisão da competição, com os vencedores dos turnos, segue com jogos de ida e volta.
José Vanildo lembrou ainda das punições com perdas de mandos de campo de ABC, América de Natal e Potiguar de Mossoró, que serão cumpridas no estadual deste ano. O ABC jogará de portões fechados contra o Globo FC; o América-RN encara o campeão da segunda divisão e o Assu sem torcida; e o Potiguar enfrenta Santa Cruz e Globo FC com portões fechados. No Conselho Técnico, o presidente da FNF, José Vanildo, também apresentou a bola do Campeonato Potiguar de 2020, da marca Penalty.
A Penalty criou a bola de futebol profissional ecológica e a FNF aderiu, Desenvolvida a partir de tecido confeccionado com garrafas PET recicladas, a S11 Ecoknit foi a bola oficial do Campeonato Potiguar de 2020.
O sistema de cooperativas financeiras, Sicoob, é o novo patrocinador do Campeonato Potiguar de Futebol 2020. O contrato foi assinado no dia 3 de janeiro, na sede da Federação Norte-rio-grandense de Futebol (FNF), entre o presidente do sistema, Manoel Santa Rosa, e o da FNF, José Vanildo. O novo parceiro terá placas de publicidade em campo nos jogos do estadual na Arena das Dunas (Natal), Frasqueirão (Natal), Arena América (Parnamirim), Barretão (Ceará-Mirim) e Nazarenão (Goianinha). Além disso, marca no backdrop de entrevista, site da FNF, redes sociais e ativações promocionais em campo.

## Fórmula de disputa
O Campeonato Potiguar de 2020 começa no dia 5 de janeiro de 2020, e conta somente com oito clubes, correspondentes aos sete melhores colocados da edição de 2019 e ao campeão da segunda divisão de 2019. O Campeonato será disputado em duas fases, da seguinte forma:
A Primeira fase, denominada "Copa Cidade do Natal" será disputada por todas as equipes em Fase Única, composta de sete rodadas (rodadas um a sete), com todas as equipes jogando entre si uma única vez (jogos de ida).
Ao final das rodadas da Copa Cidade do Natal as agremiações melhores colocadas (1º e 2° colocados), independentemente de números de pontos conquistados, disputarão o título em uma partida (jogo único). A agremiação vencedora deste confronto será declarada Campeã da Copa Cidade do Natal e garantirá vaga para a decisão do Campeonato Estadual e para a Copa do Brasil 2021.
A Segunda fase, denominada "Copa RN" será disputada por todas as equipes em Fase Única, composta de sete rodadas (rodadas um a sete), com todas as equipes jogando entre si uma única vez (jogos de volta).
Ao final das rodadas da Copa RN as agremiações melhores colocadas (1º e 2° lugar), independentemente de números de pontos conquistados, disputarão o título em uma partida (jogo único). A agremiação vencedora deste confronto será declarada Campeã da Copa RN e garantirá vaga para a decisão do Campeonato Estadual e para a Copa do Brasil 2021.
A decisão do campeonato estadual será disputada em duas partidas, pelo sistema de ida e volta, com mando de campo da segunda partida para a equipe com melhor índice técnico em toda a competição, considerando-se o total de pontos ganhos somados nas duas fases. Em caso de a mesma equipe vencer a Copa Cidade do Natal e a Copa RN, será declarado Campeão Estadual de 2020, e as equipes com melhor índice técnico na competição, ambas estarão classificadas para disputar a Copa do Brasil de 2021 e a Copa do Nordeste de 2021. Ao término da competição, serão fornecidas também duas vagas para a Série D de 2021, excetuando-se o ABC, América, Globo e o Potiguar de Mossoró, que disputarão a Série D de 2020, também disputa uma das vagas do Campeonato Estadual 2020 para a Série D de 2021.

### Critérios de desempate
Em caso de empate entre duas ou mais equipes no número de pontos ganhos, foram aplicados os seguintes critérios de desempate, na seguinte ordem:
| Entre duas equipes: 1. Maior número de vitórias; 2. Maior saldo de gols; 3. Maior número de gols marcados; 4. Menor número de gols sofridos; 5. Menor número de cartões vermelhos; 6. Menor número de cartões amarelos; 7. Sorteio. | Entre três ou mais equipes: - Maior número de vitórias; - Saldo de gols nos jogos realizados entre as equipes empatadas; - Saldo de gols em todos os jogos realizados dentro do grupo; - Maior número de gols marcados; - Menor número de gols sofridos; - Menor número de cartões vermelhos; - Menor número de cartões amarelos. |

## Equipes participantes

### Promovidos e rebaixados
| Pos. | Rebaixados da Primeira Divisão 2019 |
| ---- | ----------------------------------- |
| 8º   | Força e Luz                         |

| Pos. | Promovido da Segunda Divisão 2019 |
| ---- | --------------------------------- |
| 1º   | Força e Luz                       |

### Informações das equipes
| Aumento | Equipe promovida da Segunda Divisão 2019 |

## Primeira Fase (Copa Cidade do Natal)
| Classificação | Classificação       | Classificação | Classificação | Classificação | Classificação | Classificação | Classificação | Classificação | Classificação | Classificação | Classificação |
| Pos           | Times               | Pts           | J             | V             | E             | D             | GP            | GC            | SG            | %             |               |
| ------------- | ------------------- | ------------- | ------------- | ------------- | ------------- | ------------- | ------------- | ------------- | ------------- | ------------- | ------------- |
| 1             | ABC                 | 19            | 7             | 6             | 1             | 0             | 19            | 7             | +12           | 90            |               |
| 2             | América de Natal    | 18            | 7             | 6             | 0             | 1             | 25            | 7             | +18           | 86            |               |
| 3             | Força e Luz         | 11            | 7             | 3             | 2             | 2             | 11            | 12            | −1            | 52            |               |
| 4             | Santa Cruz de Natal | 10            | 7             | 3             | 1             | 3             | 10            | 9             | +1            | 48            |               |
| 5             | Potiguar de Mossoró | 8             | 7             | 2             | 2             | 3             | 9             | 9             | 0             | 38            |               |
| 6             | Palmeira            | 5             | 7             | 1             | 2             | 4             | 4             | 13            | −9            | 24            |               |
| 7             | Globo               | 4             | 7             | 1             | 1             | 5             | 12            | 17            | −5            | 19            |               |
| 8             | ASSU                | 3             | 7             | 0             | 3             | 4             | 4             | 20            | −16           | 14            |               |

|  |                                                  |
|  | Classificados para final da Copa Cidade do Natal |

| Copa Cidade do Natal de 2020 |
| ---------------------------- |
| Natal                        |
| ABC Campeão (3º título)      |

### Desempenho por rodada
Clubes que lideraram ao final de cada rodada:
| Rodadas | Rodadas | Rodadas | Rodadas | Rodadas | Rodadas | Rodadas |
| ------- | ------- | ------- | ------- | ------- | ------- | ------- |
| 1       | 2       | 3       | 4       | 5       | 6       | 7       |
| AME     | AME     | AME     | AME     | AME     | ABC     | ABC     |

Clubes que ficaram na última posição ao final de cada rodada:
| Rodadas | Rodadas | Rodadas | Rodadas | Rodadas | Rodadas | Rodadas |
| ------- | ------- | ------- | ------- | ------- | ------- | ------- |
| 1       | 2       | 3       | 4       | 5       | 6       | 7       |
| FOR     | FOR     | FOR     | ASS     | PAL     | PAL     | ASS     |

### Final da Copa Cidade do Natal

#### Jogo único
| Quarta-feira, 19 de fevereiro | ABC                            | 2 – 2                    | América de Natal           | Frasqueirão, Natal                                                |
| 20:30                         | Jalison 44' · Paulo Sérgio 87' | Relatório Súmula Borderô | 30' Tiago Orobó · 46' Lelê | Público: 4 484 Renda: R$ 84.775,00 Árbitro: PB Wagner Reway (CBF) |

## Segunda Fase (Copa RN)
| Classificação | Classificação       | Classificação | Classificação | Classificação | Classificação | Classificação | Classificação | Classificação | Classificação | Classificação | Classificação |
| Pos           | Times               | Pts           | J             | V             | E             | D             | GP            | GC            | SG            | %             |               |
| ------------- | ------------------- | ------------- | ------------- | ------------- | ------------- | ------------- | ------------- | ------------- | ------------- | ------------- | ------------- |
| 1             | ABC                 | 21            | 7             | 7             | 0             | 0             | 30            | 3             | +27           | 100           |               |
| 2             | América de Natal    | 16            | 7             | 5             | 1             | 1             | 21            | 5             | +16           | 76            |               |
| 3             | Globo               | 12            | 7             | 4             | 0             | 3             | 19            | 10            | +9            | 57            |               |
| 4             | Força e Luz         | 8             | 7             | 2             | 2             | 3             | 11            | 18            | –7            | 38            |               |
| 5             | ASSU                | 6             | 7             | 1             | 3             | 3             | 5             | 13            | –8            | 29            |               |
| 6             | Santa Cruz de Natal | 6             | 7             | 1             | 3             | 3             | 4             | 12            | –8            | 29            |               |
| 7             | Potiguar de Mossoró | 5             | 7             | 1             | 2             | 4             | 5             | 19            | –14           | 24            |               |
| 8             | Palmeira            | 3             | 7             | 0             | 3             | 4             | 6             | 21            | –15           | 14            |               |

|  |                                                      |
|  | Classificados para final da Copa Rio Grande do Norte |

| Copa Rio Grande do Norte de 2020 |
| -------------------------------- |
| Natal                            |
| ABC Campeão (8º título)          |

### Desempenho por rodada
Clubes que lideraram ao final de cada rodada:
| Rodadas | Rodadas | Rodadas | Rodadas | Rodadas | Rodadas | Rodadas |
| ------- | ------- | ------- | ------- | ------- | ------- | ------- |
| 1       | 2       | 3       | 4       | 5       | 6       | 7       |
| AME     | ABC     | ABC     | ABC     | ABC     | ABC     | ABC     |

Clubes que ficaram na última posição ao final de cada rodada:
| Rodadas | Rodadas | Rodadas | Rodadas | Rodadas | Rodadas | Rodadas |
| ------- | ------- | ------- | ------- | ------- | ------- | ------- |
| 1       | 2       | 3       | 4       | 5       | 6       | 7       |
| FOR     | FOR     | PAL     | PAL     | PAL     | PAL     | PAL     |

### Final da Copa Rio Grande do Norte

#### Jogo único
| Segunda-feira, 7 de setembro | ABC              | 1 – 1 | América de Natal | Estádio Frasqueirão, Natal                                          |
| 16:00                        | Paulo Sérgio 55' |       | Zé Eduardo 34'   | Público: Portões Fechados Árbitro: RN Caio Max Augusto Vieira (CBF) |

## Premiação
| Campeonato Potiguar de 2020 |
| --------------------------- |
|                             |
| ABC (56º título)            |

| Vice Campeão:    | Terceiro Colocado: | Equipe mais: | Artilheiro:                                          | Melhor goleiro: |
| ---------------- | ------------------ | ------------ | ---------------------------------------------------- | --------------- |
| América de Natal | Força e Luz        |              | Jaílson(ABC)/Tiago Orobó(América de Natal) - 10 gols |                 |

## Classificação Geral
Classificação atualizada da fase final do Campeonato Potiguar 2020 somando Copa Cidade do Natal + Copa RN.